# El Paraíso, San Agustín Loxicha
El Paraíso är en ort i Mexiko.   Den ligger i kommunen San Agustín Loxicha och delstaten Oaxaca, i den sydöstra delen av landet, 500 km sydost om huvudstaden Mexico City. El Paraíso ligger 1 694 meter över havet och antalet invånare är 153.
Terrängen runt El Paraíso är kuperad västerut, men österut är den bergig. Runt El Paraíso är det ganska tätbefolkat, med 83 invånare per kvadratkilometer. Närmaste större samhälle är San Agustín Loxicha, 1,1 km norr om El Paraíso. I omgivningarna runt El Paraíso växer i huvudsak städsegrön lövskog.